# Баста, Душан
Ду́шан Ба́ста (серб. Душан Баста, словен. Dušan Basta; род. 18 августа 1984[…], Белград) — сербский футболист, игравший на позиции защитника. Выступал за сборную Сербии, участник чемпионата мира 2006 года.

## Клубная карьера
Первые шаги в футболе Душан начинал делать в команде «ПКБ Падиньска Скела», которая располагалась в пригороде Белграда. Там его и заметили селекционеры столичной «Црвены Звезды», которые пригласили его заниматься в клубную академию.
Свой первый профессиональный контракт с «Црвеной Звездой» он подписал в 17-летнем возрасте. За первые три сезона он появился на поле только 12 раз. Из-за высокой конкуренции в оборонительной линии белградцев был отдан в аренду в команду из маленького городка Уб «Единство». Там он провёл очень хороший сезон, показав также очень высокую результативность для крайнего защитника и был возвращён в состав «Црвены Звезды», где уже вскоре стал твёрдым игроком основы. А после ухода ряда ключевых игроков Баста стал новым капитаном команды и её лидером. В клуб поступало множество предложений о продаже Душана и в итоге в июле 2008 года Баста переходит в команду «Лечче», играющую в серии А

## Карьера в сборной
Показывая не по годам зрелую игру и отличные бойцовские качества, Душан был вызван сначала в молодёжную сборную, а затем и в национальную сборную своей страны, в которой дебютировал 31 марта 2005 года в матче против сборной Испании. Был в заявке на Чемпионате мира 2006 года, проходившего в Германии, но так на поле ни разу и не появился.

### Матчи в сборной
| Матчи Басты за сборную Сербии и Черногории | Матчи Басты за сборную Сербии и Черногории | Матчи Басты за сборную Сербии и Черногории | Матчи Басты за сборную Сербии и Черногории | Матчи Басты за сборную Сербии и Черногории | Матчи Басты за сборную Сербии и Черногории | Матчи Басты за сборную Сербии и Черногории |
| ------------------------------------------ | ------------------------------------------ | ------------------------------------------ | ------------------------------------------ | ------------------------------------------ | ------------------------------------------ | ------------------------------------------ |
| №                                          | Дата                                       | Город                                      | Оппонент                                   | Счёт                                       | Голы                                       | Соревнование                               |
| 1                                          | 30 марта 2005                              | Белград                                    | Испания                                    | 0-0                                        | -                                          | Отборочные матчи ЧМ-2006                   |
| 2                                          | 1 марта 2006                               | Тунис                                      | Тунис                                      | 1-0                                        | -                                          | Товарищеский матч                          |

## Достижения
Црвена Звезда
- Чемпион Сербии (3): 2003/04, 2005/06, 2006/07
- Обладатель Кубка Сербии (3): 2003/04, 2005/06, 2006/07